# Глущук Федір Тимофійович
Фе́дір Тимофі́йович Глущу́к (19 березня 1925, Старостинці — 12 березня 2009, Київ)  — українсьский графік; член Спілки радянських художників України з 1954 року.

## Життєпис
Народився 19 березня 1925 року у селі Старостинцях (нині Вінницький район Вінницької області, Україна) у селянській сім'ї. Працював теслярем у ремонтній бригаді, а також був обліковцем і завідував сільським клубом.
У 1948 році вступив до Львівського поліграфічного технікуму, де провчився півроку; протягом 1948—1951 років навчався у Львівському інституті прикладного та декоративного мистецтва, на факультет прикладної графіки у Вітольда Манастирського, Романа Сельского, Стефанії Ґебус-Баранецької, Олекси Шатківського; у 1951—1954 роках — у Харківському художньому інституті у Валентина Сизикова, Григорія Бондаренка. Дипломна робота — серія політичних плакатів (керівник Володимир Селезньов).
Після закінчення навчання переїхав до Києва. З 1979 року — викладач, з 1981 року — доцент Київської філії Українського поліграфічного інституту. Мешкав у місті Боярці в будинку на вулиці Московській, № 63, квартира № 4 та у Києві в будинку на вулиці Курганівській, № 3, квартира № 25. Помер у Києві 12 березня 2009 року.

## Творчість
Працював у галузях плаката, станкової і книжкової графіки, монументального мистецтва. Серед робіт:
станкові роботи
- «Тарас Шевченко» (1960, 1964, ліногравюри);
- «За прогрес, щастя і волю» (1960, гуаш);
- «Червоні маки» (1961, гуаш);
- диптих «Не скує душі живої» (1961, кольорова ліногравюра);
- «Прометей» (1961, ліногравюра, акварель);
- «Повстання» (1961, кольорова ліногравюра);
- «Мати» (1965, ліногравюра);

плакати
- «Люби справу — майстром будеш» (1954);
- «Гідні юності батьків» (1957);
- «По-господарськи до народного добра!» (1959);
- «Розпочалися жнива — закачуй рукава» (1960);
- «По ланах широкополих поведем ми кораблі» (1960);
- «У нас є правило одно: друзів — за стіл, ворогів — на дно» (1960);
- «Тарас Шевченко. 1861—1961» (1961);
- «КПРС — 60 років боротьби і перемог» (1963);
- «Роботящим умам, роботящим рукам…» (1963, у співавторстві);
- «Бережіть мир» (1964);
- «Вічний революціонер» (1966);
- «Бережіть скарби культури!» (1966);
- «100 літ» (1967);
- «За владу Радянську, за сонячні дні вставала Вкраїна в Жовтневім огні» (1968);
- «Сто років» (1969);
- «Я в серці маю те, що не вмирає» (1970);
- «Оберігайте скарби культури» (1971);
- «Найкращий край — Батьківщина» (1979);
- «1933 рік» (1991);
- «Воскресай, берегине-мамо» (1991);
- «Єднайтеся, хай Бог помагає!» (1991);
- «Відродимо славу і волю України» (1991);
- «Незалежна на віки віків» (1991);
- «Нашому роду — єдність духу й згоду» (1991);
- «Будьмо господарями у своїй хаті» (1993);
- «Діти мої, чекаю вас» (1993);
- «За нашу незалежність. Іван Мазепа» (1994);
- «Живи, Україно!» (1996);
- «За вільну Україну. Степан Бандера» (1999);
- «Відроджуємо духовність» (1999);
- «Нашого цвіту по всьому світу» (2000);
- «У боротьбі перетворюється народ у націю. Євген Коновалець» (2000);
- «Рідна мова відродить націю» (2001);
- «Єдину православну церкву — українському народу» (2001);
- «За українську Україну. Микола Міхновський» (2001);
- «Життя — це боротьба. Олена Теліга» (2002);
- «Добробут рідної землі» (2003);
- «Вічно жива духовно. Леся Українка» (2003).

Ілюстрував книжки для Дитвидаву УРСР, видавництв «Молодь», «Радянський письменник»:
- «Твори» Миколи Гоголя (1955);
- «Твори» Марка Вовчка (1956);
- «Нахабеня» Михайла Шолохова (1957);
- «Андрій Соловейко» Михайла Коцюбинського (1958);
- збірка «Україна сміється» (1960);
- поеми Тараса Шевченка «Петрусь», «Сон» (обидві 1963, ліногравюри);
- «Читанка» П. І. Гавриленка та В. Д. Глущенка (1965);
- «Вир» Григорія Тютюнника (1966);
- роман «Повія» Панаса Мирного (1979).

У 1967 році, у співавторстві з Іваном-Валентином Задорожним і Василем Перевальским, створив вітраж-триптих «Тарас Шевченко» у Київському національному університеті.
З 1954 року брав участь у мистецьких виставках. У 1955 році осів друге місце на республіканському конкурсі плаката і отримав премію за плакат «Люби справу — майстром будеш». 1959 року його роботи ексонувалися в Румунії. Персональні виставки відбулися у Києві у 2002 та 2005 роках.
Окремі роботи художника зберігаються у Центральному державному архіві-музеї літератури і мистецтва України.

## Відзнаки
- Грамота Президії Верховної Ради УРСР (1969);
- Заслужений художник УРСР з 1979 року.